# Anders Larm
Anders Olov Larm, född 15 december 1962, är en svensk musiker. Larm var medlem i Iggesundsgänget under åren 1984–1994 och 1997–2003. Han arbetar numera[när?] som frilansande musiker.